# Куликовская (Шенкурский район)
Куликовская — деревня в Шенкурском районе Архангельской области. Административный центр сельского поселения МО «Сюмское».

## География
Деревня находится в излучине реки Сюма (приток Ваги), в 43 км к северу от Шенкурска.
Часовой пояс
Куликовская, как и вся Архангельская область, находится в часовой зоне МСК (московское время). Смещение применяемого времени относительно UTC составляет +3:00.

## История
Близ деревни располагались храмы Усть-Сюмского прихода, который существовал как минимум с 1647 года. В приходе было две церкви, в настоящее время разрушены.
Указана в «Списке населённых мест по сведениям 1859 года» в составе 2-го стана Шенкурского уезда Архангельской губернии под номером «2403» как «Куликовская (Усть-Сюма)». Насчитывала 14 дворов, 40 жителей мужского пола и 39 женского.
В «Списке населённых мест Архангельской губернии к 1905 году» деревня Куликовская (Устьсюма погостъ) насчитывает 22 двора, 78 мужчин и 71 женщину. В административном отношении деревня входила в состав Устьсюмского сельского общества Предтеченской волости.
1 января 1908 году деревня стала административным центром новой Устьсюмской волости, которая выделилась из Предтеченской. На 1 мая 1922 года в поселении 31 двор, 83 мужчины и 96 женщин.

## Инфраструктура
Магазины, почта, медпункт. В 2000 году медпункт перемещён в одно здание с Куликовской начальной школой. Клуб в Куликовской с новым забором, ограждающим всю прилегающую ко клубу территорию, включая часть дороги, ведущую от реки Вага к деревне Леховская.

## Население
| 2002 | 2010 | 2012 |
| ---- | ---- | ---- |
| 203  | ↘163 | ↘156 |

По переписи 2010 года в деревне проживало 163 человека. В 2002 году числилось 302 человека.

### Топографические карты
- Лист карты P-38-49,50. Важский. Масштаб: 1 : 100 000.
- Топографическая карта Р-37-13_14 Шенкурск.